# Ernest Shelford
Ernest Victor Shelford (ur. 22 września 1877 w Chemung, zm. 27 grudnia 1968 w Urbana) – amerykański biolog, pionier ekologii. Zmodyfikował prawo minimum Liebiga nadając mu postać zasady tolerancji ekologicznej nazwanej jego imieniem.
Był jednym ze studentów Henry'ego C. Cowlesa oraz jego współpracowników w czasie organizacji Amerykańskiego Towarzystwa Ekologicznego (ESA) i pierwszym prezesem ESA.